# Stemma del Burkina Faso
Lo stemma del Burkina Faso contiene uno scudo con i colori della bandiera nazionale. Al di sopra dello scudo un cartiglio d'argento mostra la scritta «BURKINA FASO», mentre al di sotto dello scudo è presente il motto nazionale «Unité, Progrès, Justice», unità, progresso, giustizia in lingua francese. Il motto dell'Alto Volta prima dell'agosto 1997 era «Unité, Travail, Justice» (unità, lavoro, giustizia).
Lo scudo è sorretto da due stalloni bianchi.

## L'emblema precedente
Agli inizi della rivoluzione dei Burkinabé era in uso un emblema che mostrava una zappa (i contadini), un libro (gli intellettuali) ed un Kalashnikov AK-47 (l'esercito), circondati da una ruota dentata (la classe operaia) e una pianta di sorgo (prodotto fondamentale nell'economia del paese, simbolo della felicità del popolo) con sopra una stella (emblema degli ideali rivoluzionari del regime) e, sotto, il motto «La Patrie ou la Mort, nous vaincrons» (la patria o la morte, noi vinceremo).

## Stemmi antichi

Lo stemma dell'Alto Volta
L'emblema in uso dal 1984 al 1997